# Eerste divisie 1979/80 (nacompetitie)/Wedstrijden
Het Nederlandse Eerste divisie voetbal uit het seizoen 1979/80 kende aan het einde van de reguliere competitie een nacompetitie. De vier periodekampioenen streden om promotie naar de Eredivisie.
Winnaar van deze achtste editie werd FC Wageningen.

## Speelronde 1
|                   |                                                 |       |                       |                                                                                     |
| 20 mei 1980 19:30 | SC Cambuur                                      | 3 – 1 | FC Wageningen         | Stadion: Cambuurstadion, Leeuwarden Toeschouwers: 11.000 Scheidsrechter: Jan Keizer |
| 20 mei 1980 19:30 | Gerrie de Jonge 16' Jos Peltzer 35', 42' (pen.) |       | 69' Cees van den Berg | Stadion: Cambuurstadion, Leeuwarden Toeschouwers: 11.000 Scheidsrechter: Jan Keizer |
| 20 mei 1980 19:30 |                                                 |       |                       | Stadion: Cambuurstadion, Leeuwarden Toeschouwers: 11.000 Scheidsrechter: Jan Keizer |
| 20 mei 1980 19:30 |                                                 |       |                       | Stadion: Cambuurstadion, Leeuwarden Toeschouwers: 11.000 Scheidsrechter: Jan Keizer |
|                   |                                                 |       |                       |                                                                                     |

|                   |                   |       |               |                                                                              |
| 20 mei 1980 19:30 | FC Volendam       | 1 – 0 | De Graafschap | Stadion: Sportlaan, Volendam Toeschouwers: 9.000 Scheidsrechter: Piet Bosman |
| 20 mei 1980 19:30 | Keje Molenaar 30' |       |               | Stadion: Sportlaan, Volendam Toeschouwers: 9.000 Scheidsrechter: Piet Bosman |
| 20 mei 1980 19:30 |                   |       |               | Stadion: Sportlaan, Volendam Toeschouwers: 9.000 Scheidsrechter: Piet Bosman |
| 20 mei 1980 19:30 |                   |       |               | Stadion: Sportlaan, Volendam Toeschouwers: 9.000 Scheidsrechter: Piet Bosman |
|                   |                   |       |               |                                                                              |

## Speelronde 2
|                   |                                                  |       |                                      |                                                                                           |
| 24 mei 1980 19:30 | De Graafschap                                    | 3 – 2 | SC Cambuur                           | Stadion: De Vijverberg, Doetinchem Toeschouwers: 8.500 Scheidsrechter: Henk van Ettekoven |
| 24 mei 1980 19:30 | Henk Pieneman 8' Roel Brinks 15' Jan Menting 53' |       | 16' Jos Peltzer 87' Klaus Roosenburg | Stadion: De Vijverberg, Doetinchem Toeschouwers: 8.500 Scheidsrechter: Henk van Ettekoven |
| 24 mei 1980 19:30 |                                                  |       |                                      | Stadion: De Vijverberg, Doetinchem Toeschouwers: 8.500 Scheidsrechter: Henk van Ettekoven |
| 24 mei 1980 19:30 |                                                  |       |                                      | Stadion: De Vijverberg, Doetinchem Toeschouwers: 8.500 Scheidsrechter: Henk van Ettekoven |
|                   |                                                  |       |                                      |                                                                                           |

|                   |                   |       |             |                                                                                         |
| 24 mei 1980 19:30 | FC Wageningen     | 1 – 0 | FC Volendam | Stadion: De Wageningse Berg, Wageningen Toeschouwers: 12.000 Scheidsrechter: Bep Thomas |
| 24 mei 1980 19:30 | Jaap van Pelt 54' |       |             | Stadion: De Wageningse Berg, Wageningen Toeschouwers: 12.000 Scheidsrechter: Bep Thomas |
| 24 mei 1980 19:30 |                   |       |             | Stadion: De Wageningse Berg, Wageningen Toeschouwers: 12.000 Scheidsrechter: Bep Thomas |
| 24 mei 1980 19:30 |                   |       |             | Stadion: De Wageningse Berg, Wageningen Toeschouwers: 12.000 Scheidsrechter: Bep Thomas |
|                   |                   |       |             |                                                                                         |

## Speelronde 3
|                   |                 |       |                |                                                                                         |
| 27 mei 1980 19:30 | SC Cambuur      | 1 – 1 | FC Volendam    | Stadion: Cambuurstadion, Leeuwarden Toeschouwers: 14.000 Scheidsrechter: Charles Corver |
| 27 mei 1980 19:30 | Jos Peltzer 37' |       | 65' Klaas Tuyp | Stadion: Cambuurstadion, Leeuwarden Toeschouwers: 14.000 Scheidsrechter: Charles Corver |
| 27 mei 1980 19:30 |                 |       |                | Stadion: Cambuurstadion, Leeuwarden Toeschouwers: 14.000 Scheidsrechter: Charles Corver |
| 27 mei 1980 19:30 |                 |       |                | Stadion: Cambuurstadion, Leeuwarden Toeschouwers: 14.000 Scheidsrechter: Charles Corver |
|                   |                 |       |                |                                                                                         |

|                   |                                         |       |                   |                                                                                                 |
| 27 mei 1980 19:30 | FC Wageningen                           | 2 – 1 | De Graafschap     | Stadion: De Wageningse Berg, Wageningen Toeschouwers: 12.000 Scheidsrechter: Ignace van Swieten |
| 27 mei 1980 19:30 | Cees van den Berg 70' Jaap van Pelt 90' |       | 22' Henk Pieneman | Stadion: De Wageningse Berg, Wageningen Toeschouwers: 12.000 Scheidsrechter: Ignace van Swieten |
| 27 mei 1980 19:30 |                                         |       |                   | Stadion: De Wageningse Berg, Wageningen Toeschouwers: 12.000 Scheidsrechter: Ignace van Swieten |
| 27 mei 1980 19:30 |                                         |       |                   | Stadion: De Wageningse Berg, Wageningen Toeschouwers: 12.000 Scheidsrechter: Ignace van Swieten |
|                   |                                         |       |                   |                                                                                                 |

## Speelronde 4
|                   |                                             |       |                       |                                                                                       |
| 31 mei 1980 19:30 | De Graafschap                               | 4 – 1 | FC Wageningen         | Stadion: De Vijverberg, Doetinchem Toeschouwers: 11.000 Scheidsrechter: Gerard Geurds |
| 31 mei 1980 19:30 | Henk Pieneman 57', 75' Jaap Jacobs 66', 67' |       | 82' Cees van den Berg | Stadion: De Vijverberg, Doetinchem Toeschouwers: 11.000 Scheidsrechter: Gerard Geurds |
| 31 mei 1980 19:30 |                                             |       |                       | Stadion: De Vijverberg, Doetinchem Toeschouwers: 11.000 Scheidsrechter: Gerard Geurds |
| 31 mei 1980 19:30 |                                             |       |                       | Stadion: De Vijverberg, Doetinchem Toeschouwers: 11.000 Scheidsrechter: Gerard Geurds |
|                   |                                             |       |                       |                                                                                       |

|                   |             |       |            |                                                                                 |
| 31 mei 1980 19:30 | FC Volendam | 0 – 0 | SC Cambuur | Stadion: Sportlaan, Volendam Toeschouwers: 13.500 Scheidsrechter: Egbert Mulder |
| 31 mei 1980 19:30 |             |       |            | Stadion: Sportlaan, Volendam Toeschouwers: 13.500 Scheidsrechter: Egbert Mulder |
| 31 mei 1980 19:30 |             |       |            | Stadion: Sportlaan, Volendam Toeschouwers: 13.500 Scheidsrechter: Egbert Mulder |
| 31 mei 1980 19:30 |             |       |            | Stadion: Sportlaan, Volendam Toeschouwers: 13.500 Scheidsrechter: Egbert Mulder |
|                   |             |       |            |                                                                                 |

## Speelronde 5
|                   |            |       |               |                                                                                         |
| 3 juni 1980 19:30 | SC Cambuur | 0 – 0 | De Graafschap | Stadion: Cambuurstadion, Leeuwarden Toeschouwers: 14.500 Scheidsrechter: Charles Corver |
| 3 juni 1980 19:30 |            |       |               | Stadion: Cambuurstadion, Leeuwarden Toeschouwers: 14.500 Scheidsrechter: Charles Corver |
| 3 juni 1980 19:30 |            |       |               | Stadion: Cambuurstadion, Leeuwarden Toeschouwers: 14.500 Scheidsrechter: Charles Corver |
| 3 juni 1980 19:30 |            |       |               | Stadion: Cambuurstadion, Leeuwarden Toeschouwers: 14.500 Scheidsrechter: Charles Corver |
|                   |            |       |               |                                                                                         |

|                   |             |                        |               |                                                                                      |
| 3 juni 1980 19:30 | FC Volendam | 0 – 1                  | FC Wageningen | Stadion: Sportlaan, Volendam Toeschouwers: 13.000 Scheidsrechter: Ignace van Swieten |
| 3 juni 1980 19:30 |             | 54' Peter van der Leij |               | Stadion: Sportlaan, Volendam Toeschouwers: 13.000 Scheidsrechter: Ignace van Swieten |
| 3 juni 1980 19:30 |             |                        |               | Stadion: Sportlaan, Volendam Toeschouwers: 13.000 Scheidsrechter: Ignace van Swieten |
| 3 juni 1980 19:30 |             |                        |               | Stadion: Sportlaan, Volendam Toeschouwers: 13.000 Scheidsrechter: Ignace van Swieten |
|                   |             |                        |               |                                                                                      |

## Speelronde 6
|                   |                                 |       |                                             |                                                                                       |
| 7 juni 1980 19:30 | De Graafschap                   | 2 – 3 | FC Volendam                                 | Stadion: De Vijverberg, Doetinchem Toeschouwers: 13.000 Scheidsrechter: Egbert Mulder |
| 7 juni 1980 19:30 | Jaap Jacobs 12' Roel Brinks 87' |       | 47' Kees Guijt 67' Jaap Jonk 70' Klaas Tuyp | Stadion: De Vijverberg, Doetinchem Toeschouwers: 13.000 Scheidsrechter: Egbert Mulder |
| 7 juni 1980 19:30 |                                 |       |                                             | Stadion: De Vijverberg, Doetinchem Toeschouwers: 13.000 Scheidsrechter: Egbert Mulder |
| 7 juni 1980 19:30 |                                 |       |                                             | Stadion: De Vijverberg, Doetinchem Toeschouwers: 13.000 Scheidsrechter: Egbert Mulder |
|                   |                                 |       |                                             |                                                                                       |

|                   |                                                                               |       |            |                                                                                            |
| 7 juni 1980 19:30 | FC Wageningen                                                                 | 4 – 0 | SC Cambuur | Stadion: De Wageningse Berg, Wageningen Toeschouwers: 17.000 Scheidsrechter: Gerard Geurds |
| 7 juni 1980 19:30 | Gerdo Hazelhekke 7' Jaap van Pelt 20' Willem Leushuis 30' Adrie Hazeleger 83' |       |            | Stadion: De Wageningse Berg, Wageningen Toeschouwers: 17.000 Scheidsrechter: Gerard Geurds |
| 7 juni 1980 19:30 |                                                                               |       |            | Stadion: De Wageningse Berg, Wageningen Toeschouwers: 17.000 Scheidsrechter: Gerard Geurds |
| 7 juni 1980 19:30 |                                                                               |       |            | Stadion: De Wageningse Berg, Wageningen Toeschouwers: 17.000 Scheidsrechter: Gerard Geurds |
|                   |                                                                               |       |            |                                                                                            |

## Voetnoten
SC Amersfoort ·
FC Amsterdam ·
FC Den Bosch '67 ·
SC Cambuur ·
DS '79 ·
Eindhoven ·
Fortuna Sittard ·
De Graafschap ·
FC Groningen ·
sc Heerenveen ·
Helmond Sport ·
Heracles '74 ·
SVV ·
Telstar ·
SC Veendam ·
FC Vlaardingen '74 ·
FC Volendam ·
FC VVV ·
FC Wageningen
Eredivisie

1960 · 1975 · 1987 · 1988
Eerste divisie

1973 · 1974 · 1975 · 1976 · 1977 · 1978 · 1979 · 1980 · 1981 · 1982 · 1983 · 1984 · 1985 · 1986 · 1987 · 1988 · 1989 · 1990 · 1991 · 1992 · 1993 · 1994 · 1995 · 1996 · 1997 · 1998 · 1999 · 2000 · 2001 · 2002 · 2003 · 2004 · 2005

Vanaf 2006 staan alle competities op 1 pagina.

2006 · 2007 · 2008 · 2009 · 2010 · 2011 · 2012 · 2013 · 2014 · 2015 · 2016 · 2017 · 2018 · 2019 · 2020 · 2021 · 2022 · 2023 · 2024